# Trabajo esclavo contemporáneo
El trabajo esclavo contemporáneo o trabajo forzado es un tipo de explotación laboral que implica restricciones a la libertad del trabajador, quien está obligado a prestar un servicio sin recibir la remuneración necesaria para solventar sus necesidades básicas. Estas relaciones laborales son, en su mayoría, ilegales y clandestinas. Frente a esas condiciones, los trabajadores no consiguen desligarse del trabajo y gran parte de ellos son forzados a trabajar para saldar sus deudas con el «empleador».  
Según estimaciones publicadas por la Organización Internacional del Trabajo (OIT), en 2022, alrededor de 50 millones de personas, en el mundo fueron víctimas de la esclavitud moderna en algún momento entre 2017 y 2021. Esta cifra incluye 27,6 millones de personas en situación de trabajo forzoso (dato 2021) y 22 millones en matrimonio forzoso (2021). De acuerdo con el informe presentado por dicho organismo, en el período de referencia, más de 11,8 millones de mujeres y niñas se encontraban en situación de trabajo forzoso, mientras que más de 3,3 millones de niños y niñas no estaban escolarizados.   
La esclavitud moderna alude tanto al trabajo como al matrimonio forzoso. Ambos términos se refieren a situaciones de explotación en las víctimas, quienes en la mayoría de las veces no están en condiciones de rechazarlo por pena de violencia, engaño o coacción. En general, las personas en situación de trabajo forzoso provienen de regiones de bajo nivel económico, con poco acceso a la educación, salud y al crédito formal en países donde las leyes de protección son débiles o su aplicación limitada, de forma que la acción de los victimarios se ve reforzada. 
En realidad, ninguna región del mundo está libre del trabajo forzoso. América exhibe un 13 % del total mundial —a saber, 3,6 millones de personas—, ocupando así el penúltimo lugar de la lista, tomando en cuenta que la región Asia-Pacífico presenta más de la mitad (54,7%), seguida de Europa y Asia Central (14,9%), África (13,8%), América (13%) y, por último, los Estados Árabes (3,3%). 
Regímenes autoritarios pueden favorecer la esclavitud, aunque no siempre. Un ejemplo es la segunda guerra civil sudanesa, cuando las milicias recibieron apoyo del gobierno para esclavizar a la población. Otro ejemplo es Birmania, donde los campesinos son obligados por el gobierno a trabajar en régimen de corvea. 
Los esclavos, compuestos mayoritariamente por mujeres jóvenes, son forzados a desplazarse de su región de origen en búsqueda de oportunidades, donde terminan siendo reclutados para este tipo de trabajo. Este fenómeno es más frecuente en el sur de Asia, sobre todo, en la India; a pesar de la ilegalidad de la esclavitud en este país, muchos hindúes son forzados a trabajar como esclavos para pagar deudas adquiridas. por ese motivo, ha habido múltiples denuncias sobre la existencia de campos de trabajo forzado en la República Popular China, acusaciones principalmente originadas en Occidente. 
Existen más de 300 tratados internacionales para dar fin al trabajo esclavo y comercio de personas, y más de doce convenciones mundiales de combate a la esclavitud contemporánea, no obstante, el problema persiste debido a la condición de miseria en que vive gran parte de la población mundial.
El día 23 de agosto fue establecido por la UNESCO como el Día Internacional de Recuerdo del Tráfico de Esclavos y su Abolición.